# Eryphus transversalis
Eryphus transversalis är en skalbaggsart som först beskrevs av Leon Fairmaire och Germain 1864.  Eryphus transversalis ingår i släktet Eryphus och familjen långhorningar. Inga underarter finns listade i Catalogue of Life.